# Bóng chuyền tại Đại hội Thể thao Đông Nam Á 1983
Bóng chuyền tại Đại hội Thể thao Đông Nam Á năm 1983 diễn ra từ 29 tháng 5 đến 4 tháng 6 năm 1983 tại Singapore. Chương trình thi đấu gồm cả nội dung đồng đội nam và đồng đội nữ, với các đội tuyển thi đấu vòng tròn loại trực tiếp và sau đó có các trận chung kết và tranh hạng ba.
Ở nội dung nam, đội tuyển Myanmar giành huy chương vàng, tiếp theo là Indonesia giành huy chương bạc và Philippines giành huy chương đồng. Trong nội dung nữ, Indonesia lên ngôi vô địch huy chương vàng, Philippines giành huy chương bạc và Malaysia đoạt huy chương đồng.

## Tóm tắt kết quả
| Nội dung | Vàng            | Bạc               | Đồng              |
| -------- | --------------- | ----------------- | ----------------- |
| Nam      | Myanmar (MYA)   | Indonesia (INA)   | Philippines (PHI) |
| Nữ       | Indonesia (INA) | Philippines (PHI) | Malaysia (MAS)    |

## Giải đấu nam

### Vòng sơ loại
Bản mẫu:Col-float-begin

| VT | Đội         | Tr | T | B | Đ | ST | SB | TSS   | ĐST | ĐSB | TSĐS |
| -- | ----------- | -- | - | - | - | -- | -- | ----- | --- | --- | ---- |
| 1  | Singapore   | 3  | 3 | 0 | 6 | 9  | 3  | 3,000 | 0   | 0   | —    |
| 2  | Philippines | 3  | 2 | 1 | 5 | 8  | 4  | 2,000 | 0   | 0   | —    |
| 3  | Malaysia    | 3  | 1 | 2 | 4 | 5  | 6  | 0,833 | 0   | 0   | —    |
| 4  | Brunei      | 3  | 0 | 3 | 3 | 0  | 9  | 0,000 | 0   | 0   | —    |

| 29 tháng 5 năm 1983 |             |     |             |
| Kết quả             | Philippines | 3–1 | Malaysia    |
|                     | Singapore   | 3–0 | Brunei      |
| 31 tháng 5 năm 1983 |             |     |             |
| Kết quả             | Singapore   | 3–1 | Malaysia    |
|                     | Philippines | 3–0 | Brunei      |
| 1 tháng 6 năm1983   |             |     |             |
| Kết quả             | Malaysia    | 3–0 | Brunei      |
|                     | Singapore   | 3–2 | Philippines |

| VT | Đội       | Tr | T | B | Đ | ST | SB | TSS   | ĐST | ĐSB | TSĐS |
| -- | --------- | -- | - | - | - | -- | -- | ----- | --- | --- | ---- |
| 1  | Myanmar   | 3  | 3 | 0 | 6 | 9  | 1  | 9,000 | 0   | 0   | —    |
| 2  | Indonesia | 3  | 2 | 1 | 5 | 6  | 5  | 1,200 | 0   | 0   | —    |
| 3  | Thái Lan  | 3  | 1 | 2 | 4 | 5  | 6  | 0,833 | 0   | 0   | —    |
| 4  | Campuchia | 3  | 0 | 3 | 3 | 0  | 9  | 0,000 | 0   | 0   | —    |

| 30 tháng 5 năm 1983 |           |     |           |  |
| Kết quả             | Indonesia | 3–1 | Campuchia |  |
|                     | Myanmar   | 3–1 | Thái Lan  |  |
| 1 tháng 6 năm 1983  |           |     |           |  |
| Kết quả             | Myanmar   | 3–0 | Campuchia |  |
|                     | Indonesia | 3–1 | Thái Lan  |  |
| 2 tháng 6 năm 1983  |           |     |           |  |
| Kết quả             | Thái Lan  | 3–0 | Campuchia |  |
|                     | Myanmar   | 3–0 | Indonesia |  |

### Vòng cuối
|  | Bán kết     | Bán kết |                       |   | Chung kết | Chung kết |
|  |             |         |                       |   |           |           |
|  | 3 tháng 6   |         |                       |   |           |           |
|  |             |         |                       |   |           |           |
|  | Indonesia   | 3       |                       |   |           |           |
|  | Indonesia   | 3       | 4 tháng 6             |   |           |           |
|  | Singapore   | 0       |                       |   |           |           |
|  | Singapore   | 0       | Indonesia             | 0 |           |           |
|  | 3 tháng 6   |         | Indonesia             | 0 |           |           |
|  |             | Myanmar | 3                     |   |           |           |
|  | Myanmar     | Myanmar | 3                     | 3 |           |           |
|  | Myanmar     |         |                       | 3 |           |           |
|  | Philippines | 0       |                       |   |           |           |
|  | Philippines | 0       | Tranh huy chương đồng |   |           |           |
|  |             |         |                       |   |           |           |
|  | 4 tháng 6   |         |                       |   |           |           |
|  |             |         |                       |   |           |           |
|  | Singapore   | 0       |                       |   |           |           |
|  | Singapore   | 0       |                       |   |           |           |
|  | Philippines | 3       |                       |   |           |           |

#### Bán kết
| Ngày      |           | Điểm |             | Set 1 | Set 2 | Set 3 | Set 4 | Set 5 | Tổng  |
| --------- | --------- | ---- | ----------- | ----- | ----- | ----- | ----- | ----- | ----- |
| 3 tháng 6 | Indonesia | 3–1  | Singapore   | 15–6  | 15–2  | 15–4  |       |       | 45–12 |
| 3 tháng 6 | Myanmar   | 3–1  | Philippines | 15–4  | 15–6  | 13–15 | 15–3  |       | 58–28 |

#### Tranh hạng 7
| Ngày      |        | Điểm |           | Set 1 | Set 2 | Set 3 | Set 4 | Set 5 | Tổng  |
| --------- | ------ | ---- | --------- | ----- | ----- | ----- | ----- | ----- | ----- |
| 4 tháng 6 | Brunei | 3–0  | Campuchia | 15–8  | 15–4  | 16–14 |       |       | 46–26 |

#### Tranh hạng 5
| Ngày      |          | Điểm |          | Set 1 | Set 2 | Set 3 | Set 4 | Set 5 | Tổng  |
| --------- | -------- | ---- | -------- | ----- | ----- | ----- | ----- | ----- | ----- |
| 4 tháng 6 | Thái Lan | 3–0  | Malaysia | 15–12 | 15–10 | 16–8  |       |       | 45–30 |

#### Tranh huy chương đồng
| Ngày      |             | Điểm |           | Set 1 | Set 2 | Set 3 | Set 4 | Set 5 | Tổng  |
| --------- | ----------- | ---- | --------- | ----- | ----- | ----- | ----- | ----- | ----- |
| 4 tháng 6 | Philippines | 3–0  | Singapore | 15–10 | 15–5  | 15–6  |       |       | 45–21 |

#### Chung kết
| Ngày      |         | Điểm |           | Set 1 | Set 2 | Set 3 | Set 4 | Set 5 | Tổng  |
| --------- | ------- | ---- | --------- | ----- | ----- | ----- | ----- | ----- | ----- |
| 4 tháng 6 | Myanmar | 3–0  | Indonesia | 15–11 | 15–13 | 15–12 |       |       | 45–36 |

### Xếp hạng chung cuộc
| Rank | Team        | ST | T | B |
| ---- | ----------- | -- | - | - |
| 1    | Myanmar     | 5  | 5 | 0 |
| 2    | Indonesia   | 5  | 3 | 2 |
| 3    | Philippines | 5  | 3 | 2 |
| 4    | Singapore   | 5  | 3 | 2 |
| 5    | Thái Lan    | 4  | 2 | 2 |
| 6    | Malaysia    | 4  | 1 | 3 |
| 7    | Brunei      | 4  | 1 | 3 |
| 8    | Campuchia   | 4  | 0 | 4 |

## Giải đấu nữ

### Kết quả
| Ngày       |             | Điểm |           | Set 1 | Set 2 | Set 3 | Set 4 | Set 5 | Tổng |
| ---------- | ----------- | ---- | --------- | ----- | ----- | ----- | ----- | ----- | ---- |
| 29 tháng 5 | Philippines | 3–0  | Malaysia  |       |       |       |       |       |      |
| 30 tháng 5 | Malaysia    | 3–1  | Singapore |       |       |       |       |       |      |
| 31 tháng 5 | Indonesia   | 3–0  | Thái Lan  |       |       |       |       |       |      |
| 1 tháng 6  | Philippines | 3–0  | Singapore |       |       |       |       |       |      |
| 2 tháng 6  | Indonesia   | 3–0  | Malaysia  |       |       |       |       |       |      |
| 2 tháng 6  | Thái Lan    | 3–2  | Singapore |       |       |       |       |       |      |

### Chung kết
| Ngày      |           | Điểm |             | Set 1 | Set 2 | Set 3 | Set 4 | Set 5 | Tổng  |
| --------- | --------- | ---- | ----------- | ----- | ----- | ----- | ----- | ----- | ----- |
| 3 tháng 6 | Indonesia | 3–2  | Philippines | 15–3  | 8–15  | 5–15  | 15–5  | 15–5  | 58–43 |

### Xếp hạng chung cuộc
| Hạng | Đội         |
| ---- | ----------- |
| 1    | Indonesia   |
| 2    | Philippines |
| 3    | Malaysia    |
| 4    | Thái Lan    |
| 5    | Singapore   |